# Comunità montana del Gemonese, Canal del Ferro e Val Canale
La Comunità montana del Gemonese, Canal del Ferro e Val Canale (in sloveno Gorska skupnost za Guminsko, Železno in Kanalsko dolino) comprendeva 15 comuni in provincia di Udine, la sede legale ed operativa si trovava a Pontebba, un'altra sede operativa a Gemona del Friuli. L'ente fu istituito nel 2003 col nome di Comprensorio (poi mutato nuovamente in Comunità montana), a seguito della soppressione della Comunità montana del Gemonese e della Comunità montana del Canal del Ferro e Val Canale. Scopo dell'ente era la valorizzazione umana, sociale ed economica della comunità. Gli organi dell'ente erano il presidente, la giunta ed il consiglio.
La comunità montana è stata soppressa il 1º agosto 2016 in attuazione della Legge regionale n. 26 del 2014 e delle modifiche apportate con la Legge regionale n. 10 del 2016, riguardanti il riordino degli enti locali. Le sue funzioni sono state prese in carico da due UTI (Unioni Territoriali Intercomunali), quella del Gemonese e quella del Canal del Ferro - Val Canale.

## Elenco dei comuni
- Artegna
- Bordano
- Chiusaforte
- Dogna
- Forgaria nel Friuli
- Gemona del Friuli
- Malborghetto-Valbruna
- Moggio Udinese
- Montenars
- Pontebba
- Resia
- Resiutta
- Tarvisio
- Trasaghis
- Venzone